# Gnophos luteopicta
Gnophos luteopicta là một loài bướm đêm trong họ Geometridae.